# AMX-10 RC
L'AMX-10 RC est un véhicule militaire blindé de reconnaissance-feu (reconnaître et riposter en cas d'attaque), à roues et canon (RC signifiant « Roues-Canon » ce qui est encore son appellation officielle). Il est conçu dans les années 1970 par l'AMX et l'APX pour remplacer l'EBR de Panhard au sein des régiments de cavalerie légère. Il est remplacé à son tour par l'EBRC Jaguar, fabriqué par Arquus, Nexter et Thales.

## Historique

### Origines
Au début des années 1960, l'État-major de l'armée de Terre envisage de remplacer l'engin blindé de reconnaissance (EBR) qui est alors en service depuis une dizaine d'années dans l'Armée française. En 1963, la Section technique de l'Armée de terre (STAT) teste le prototype de l'ERAC (Engin de Reconnaissance Amphibie de Combat ou Engin de Reconnaissance Amphibie à Chenilles), un blindé léger chenillé pesant entre 6,7 t et 8 t possédant une tourelle armée d'un canon de 105 mm D739 tirant un obus empenné à charge creuse à la vitesse initiale de 850 m/s.
Les essais sont peu concluants et le projet ERAC est arrêté. Son successeur, l’engin de combat amphibie (ECA) n’aura pas plus de chance et son développement est arrêté à son tour à la fin des années 1960.
À partir de 1970, un nouveau programme visant à développer un véhicule blindé amphibie d'une gamme de poids de 10 t à 15 t apparaît et l'AMX-APX entame le développement de l'AMX-10 P, un blindé léger chenillé destiné à remplacer l'AMX-13 VCI. Le directeur général de l'AMX-APX de l'époque a l'idée de concevoir une version à roues de l'AMX-10P possédant un armement similaire à celui de l'ERAC. Cette version à six roues motrices portera l'appellation d'AMX-10 RC (RC pour roue et canon). Trois prototypes seront fabriqués.

### Service

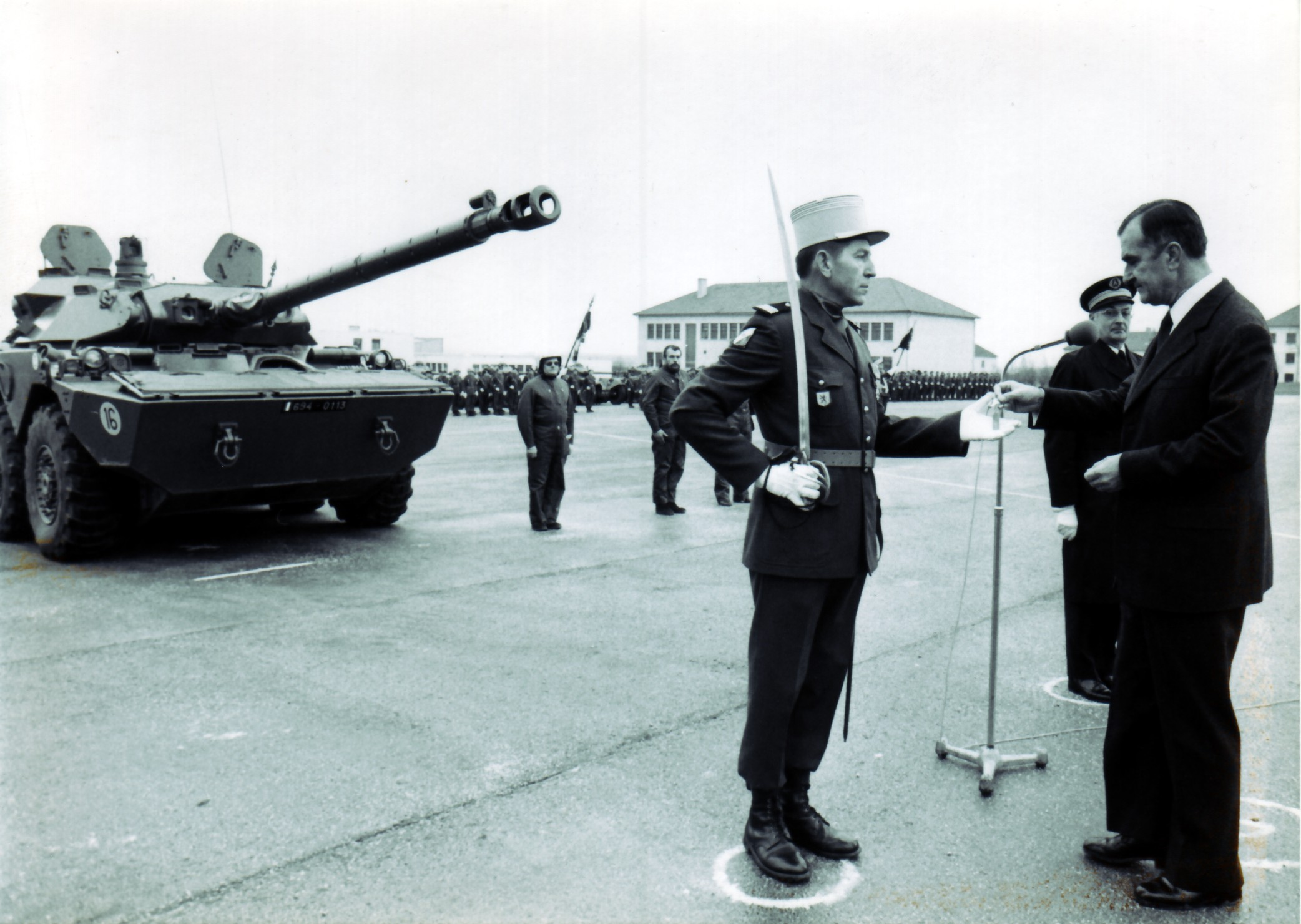
Remise par le ministre de la Défense, Yvon Bourges des premiers AMX-10 RC au chef de corps du 2e Régiment de Hussards le 20 décembre 1979.

L'armée de Terre passa une première commande de 190 exemplaires au GIAT en 1977, les livraisons durèrent de 1977 à 1986 pour un total de 350 engins.
Depuis les années 1990, une modification en atelier de maintenance conduit à une suppression de la composante « amphibie » par le démontage du pare-lames de la plage avant, la neutralisation mécanique des hydrojets et le montage d'un kit de surblindage. Un AMX-10 détourellé est utilisé le 11 novembre 2021 pour transporter le cercueil d'Hubert Germain, dernier compagnon de l'ordre de la Libération, lors de la cérémonie nationale d'hommage.

## Description
L'AMX-10 RC est destiné à remplir des missions de renseignement blindé, de sûreté, d'investigation. Il est apte à combattre en atmosphère contaminée et était entièrement amphibie.

### Armement

#### Canon de calibre105mm

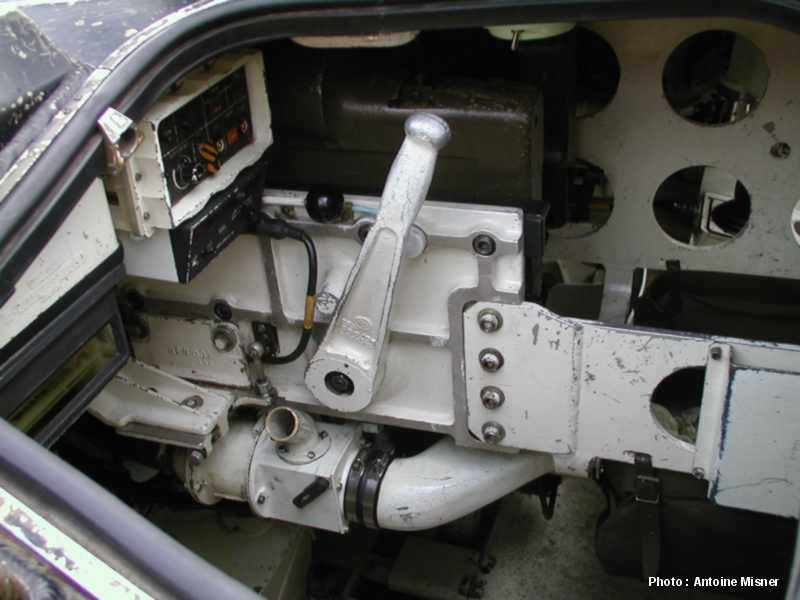
La culasse du canon de 105 mm vue depuis le poste du chargeur, on peut apercevoir le levier actionnant le coin de culasse, le tuyau d'aspiration des fumées de tir juste en dessous et le garde-corps en arrière plan.

L'AMX-10 RC est armé d'un canon d'un calibre de 105 mm portant l'appellation de Modèle F2 ou F2 (MECA) ou encore BK MECA. Le canon possède une longueur de 48 calibres (fût de 5,04 mètres), est non autofretté et recouvert d’un manchon anti-arcure. Il possède une culasse semi-automatique à coin vertical permettant l'éjection automatique de la douille après le tir. Sa masse oscillante est de 720 kg pour une masse reculante de 560 kg. Le débattement du canon en site est de +20° à -8°.

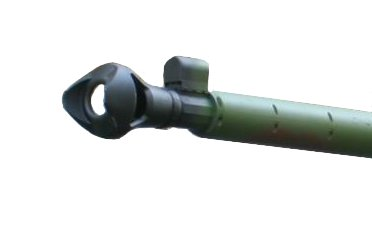
Gros plan sur l'extrémité du tube du canon avec son miroir de volée M553 et le modèle de frein de bouche utilisé par l'AMX 10 RC depuis 1989.

Le F2 (MECA) est un canon à basse pression, le plus puissant de son calibre, conçu spécifiquement pour être monté sur un blindé léger de 10 à 15 tonnes, son effort de recul est limité à 13 tonnes grâce à son frein de bouche et sa longueur de recul de 60 cm. Sa pression maximale admissible en chambre est de 210 mégapascals lors du tir d'une munition OCC 105 F3. L'entrée en dotation de la munition flèche en 1987 a nécessité l'installation d'un nouveau frein de bouche entre 1987 et 1989.

##### Munitions
Le canon F2 de l'AMX-10 RC utilise des munitions exclusives de 105 × 527R qui ne sont pas interchangeables avec les munitions de 105 mm au standard OTAN.
38 obus sont emportés dont 12 obus prêts au tir, ces derniers sont rangés verticalement, à gauche de la culasse du canon, appuyés contre le panier de la tourelle. Les 26 autres sont rangés dans un râtelier situé dans la caisse, à droite du conducteur. La dotation typique en munitions est de 10 obus-flèches, 9 obus à charge creuse et de 19 obus explosifs à fragmentation.
La gamme de munitions employée par l'AMX-10 RC comprend :
- OCC 105 F3 : un obus à charge creuse empenné capable de perforer (et cela à n'importe quelle distance) une plaque d'acier de plus 350 mm d'épaisseur ou plus de 150 mm sous une incidence de 60°. La masse du projectile est de 5,7 kg pour une vitesse initiale de 1 120 m/s ;
- BSCC 105 F3 : le Boulet Simili Charge Creuse (BSCC) est une munition d'exercice possédant la même balistique que l'OCC 105 F3 ;
- OE 105 F3 : un obus explosif à fragmentation. La masse du projectile est de 7,2 kg pour une vitesse initiale de 800 m/s ;
- OFUM 105 F3 : un obus fumigène contenant du phosphore blanc ayant une vitesse initiale de 800 m/s ;
- OFL 105 F3[13] : entré en dotation en 1987, cet obus flèche possède un barreau en alliage de tungstène capable de traverser à l'horizontale, à bout portant, une épaisseur d'acier de 365 mm d'épaisseur inclinée à 60° ou encore les cibles OTAN Cible Simple Char Lourd et Cible Triple Char Lourd à des distances respectives de 1 200 m et 2 200 m. Sa vitesse initiale est de 1 400 m/s.

#### Mitrailleuses
Une mitrailleuse coaxiale de calibre 7,62 mm AAN F1 montée à gauche du canon complète l'armement de masque. Une deuxième mitrailleuse du même modèle est montée sur un affut devant la trappe du chargeur. 4 200 cartouches de calibre 7,62 mm sont stockées à bord.

### Moyens d'observation et conduite de tir

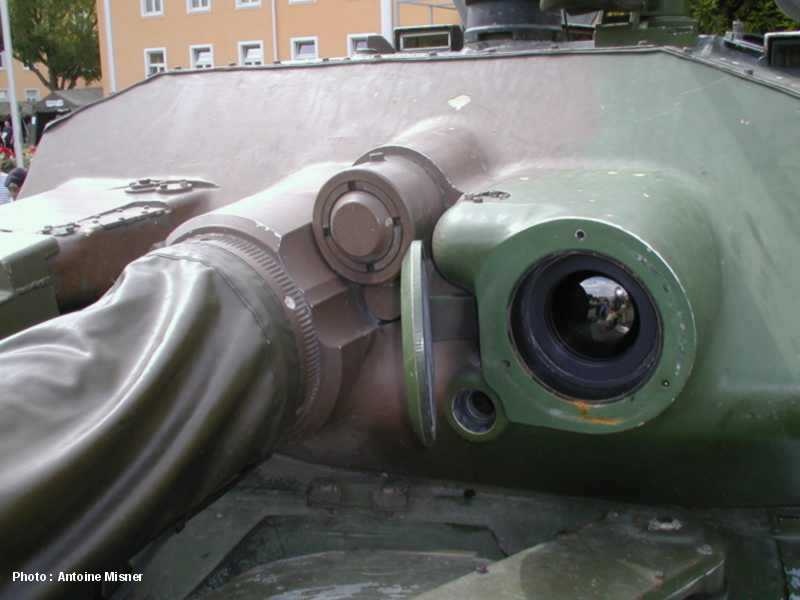
Gros plan sur la caméra thermique CASTOR.

Il est doté d'une conduite de tir Safran M401 COTAC (COnduite de Tir Automatique pour Char) couplée à un télémètre laser APX M550 conçu par la CILAS (Compagnie industrielle des lasers). Cette conduite de tir intégrée permet d’intervenir, véhicule à l’arrêt, sur but fixe ou mobile dans des conditions satisfaisantes de justesse au premier coup tiré. L'AMX-10RC est le premier engin de combat de l’armée de terre française à disposer de cette conduite de tir automatique. On la retrouvera sur les premiers AMX-30B2, en remplacement du télémètre optique dans le cadre du programme de rénovation. Un système de simbleautage automatique fait la référence directe du pointage à la volée du canon par l’intermédiaire d’un miroir de volée M553.
Le tireur dispose de :
- une lunette télescopique SOPELEM M504[15], cette lunette télescopique offre un grossissement de × 10 ;
- deux épiscopes M223 offrant une visibilité jusqu'à 950 mètres. Le premier a vue sur l'avant de la tourelle et le second donne sur le flanc droit ;
- une caméra de télévision à bas niveau de lumière (TVBNL) Thomson-CSF-Sagem DIVT 13 (dispositif d’intensification pour la visée et le tir) permettant des observations allant jusqu'à 1 200 mètres (grossissement × 1 uniquement)[1]. L'image filmée était affichée sur deux moniteurs TV à la disposition du tireur et du chef d'engin. La TVBNL a été remplacée par la caméra thermique CASTOR sur les AMX-10 RC français ;
- une caméra thermique DIVT 16 CASTOR (CAméra Standard Thermique d'Observation et de Reconnaissance) de chez Thomson-CSF[16] permettant l'observation jusqu'à une distance de 4 000 mètres et cela par tous les temps, de jour comme de nuit. Le remplacement des DIVT-13 en DIVT-16 a été entrepris lors de la première guerre du Golfe en 1990-1991 (Opération Desert Storm) à la faveur d'un crash-programme juste avant le lancement de l'opération terrestre. En 2020, trois modèles de caméras thermiques coexistent : la DIVT 16C installée en 1999 est le modèle le plus répandu du fait de son coût réduit par rapport au modèle original de 1987. La DIVT 18 est nettement moins chère et plus légère, mais toutefois, elle ne possède pas la fonction loupe (zoom numérique) et possède une moins bonne résolution d'image. La DIVT 19 est la moins commune, elle est reconnaissable à son pupitre de commandes différent.

Le chef d'engin possède :

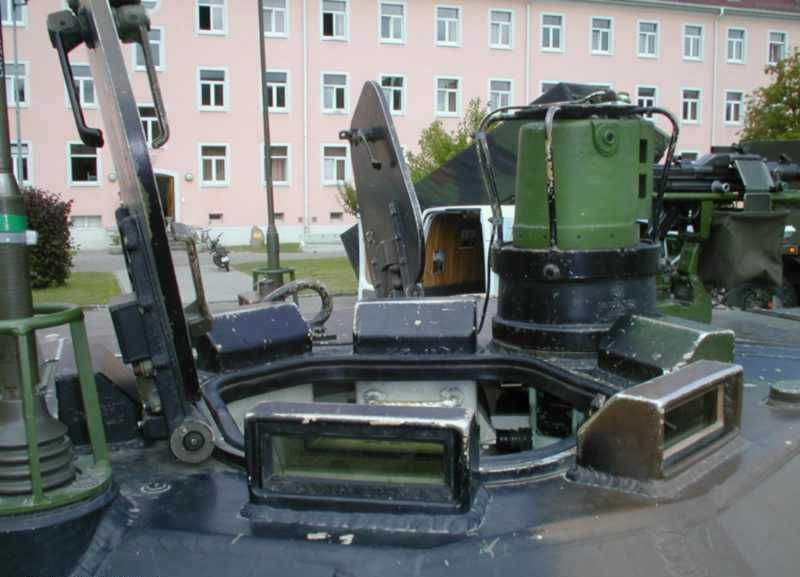
Le tourelleau du chef d'engin.

- une lunette périscopique M389 qui dispose d'une capacité de grossissement ×2 pour le tir à la mitrailleuse coaxiale et de ×8 en petit champ pour le tir au canon de calibre 105 mm. Elle pivote sur 360° et offre une élévation de −12 à +24°. Une fois la cible identifiée, la lunette du chef d'engin peut fonctionner en visée Hunter-killer, le chef d'engin possède une commande prioritaire lui permettant de rallier la tourelle et le canon sur la position visée par sa lunette ;
- six épiscopes M336 sont disposés autour de son tourelleau.

### Mobilité
L'AMX-10 RC reprend le moteur, le convertisseur, la boîte de vitesses et le différentiel de direction de l'AMX-10 P.
Son moteur V8 polycarburant Hispano-Suiza HS 115-2 est suralimenté par deux turbocompresseurs montés en parallèle. Il développe 260 ch à 3 200 tr/min et possède une cylindrée de 8,2 ℓ pour un couple maximal de 775 N m atteint à 2 250 tr/min.
En 1983 fut prise la décision de changer de moteur. Le moteur Diesel Baudouin 6F11 SRX fut sélectionné en 1985 et un programme de rénovation s'est déroulé jusqu'en 1995. Le 6F11 SRX possède une suralimentation refroidie et développe 300 ch (actuellement bridé à 280 ch) à 3 000 tr/min.

#### Transmission
Le couple moteur est transmis aux roues via une chaîne cinématique relativement complexe. La boîte de vitesses GIAT ARE 4AD60 possède quatre vitesses en marche avant et quatre en marche arrière. Afin de faciliter la conduite, la boîte 4AD60 a été robotisée sur l'AMX-10 RCR et seulement trois rapports sont disponibles en marche arrière.
Montée devant le moteur, la boîte de vitesses possède deux arbres de sortie latéraux qui passent chacun à travers leur boîte de transfert respective qui sont situées chacune entre le deuxième et le troisième essieu. Elles amènent la puissance mécanique en bas de caisse à deux arbres de transmission latéraux qui courent le long du plancher de la caisse. Chaque arbre de transmission possède des cardans et trois couples coniques. Chaque couple conique est relié, par l'intermédiaire d'un roulement à rouleaux croisés, à un bras oscillant de suspension qui abrite une descente de mouvement composée de trois engrenages reliés à un réducteur épicycloïdal situé à l'intérieur du moyeu de la roue. Chacune des six roues motrices est équipée de pneumatique Michelin 14.00 R20 XL à affaissement limité.

#### Direction
L'AMX-10 RC se conduit comme un char : ses six roues ne sont pas directrices. Le changement de direction s'effectue donc par glissement (ripage). Ce procédé a l'avantage de permettre en particulier le virage sur place et de se contenter d'un châssis moins compliqué et plus compact que celui des véhicules blindés à direction classique.

#### Suspension
Les vérins de la suspension oléopneumatique permettant de faire varier la garde au sol et l'assiette sont logés à l'intérieur de la caisse et sont actionnés par un système complexe de doubles bielles récupérant les oscillations des bras de suspension extérieurs via un vilebrequin courant sur toute la longueur de la caisse. Le système de variation de garde au sol (SVGS) possède quatre positions : parc, route, tout terrain et haute ; elle est mue par une pompe hydraulique fixée sur le carter de distribution du moteur.

### Protection
La caisse est constituée d'une structure mécanosoudée en alliage d'aluminium 7020 qui assure une protection contre les éclats de projectiles d'artillerie et les armes automatiques de moyen calibre. L'alliage d'aluminium 7020 a la particularité de présenter une bonne résistance mécanique, l'espace entre les roues est occupé par des réservoirs de carburant.
Entre décembre 1990 et janvier 1991, les AMX-10 RC des unités 1°RS, 1°REC et RICM devant participer à l'opération Daguet ont  été surblindés par le GIAT à la Cité militaire du roi Khalid (KKMC). Ce surblindage en acier haute dureté était installé à l'avant, sur le volet pilote et sur le masque de la tourelle. Les roues furent également protégées avec des guêtres pare-sable en aluminium.
Depuis la fin des années 1990, un surblindage fait de tôles d'acier de forme biseautée haute dureté de 5 mm à 10 mm d'épaisseur recouvre également les flancs de la tourelle ainsi que ceux de la caisse. Cet ajout fait définitivement perdre à l'AMX-10 RC sa capacité amphibie mais, en contrepartie, le protège contre les obus perforants-incendiaires BZT de 23 mm à une distance de 300 m.

#### Protection active
Les AMX-10 RC de la division Daguet reçurent un brouilleur électro-optique, directionnel, à éclats Eirel monté devant la trappe du chargeur.
Des pots lance-leurres du système Galix furent également montés au sommet de la tourelle.

### Tourelle
La tourelle TK 105 est mue hydrauliquement au moyen d'une pompe hydraulique SAMM CH49 entrainée par un moteur électrique alimenté par la génératrice du groupe motopropulseur (moteur, coupleur, boîte de vitesses) et/ou par les batteries. La pression de service est de 90 bars et elle régule à 120 bars.

## Versions
Il existe quatre versions d'AMX-10RC (tourelle TK 105) :
- AMX-10 RC sans surblindage[20] ;
- AMX-10 RC avec surblindage[21] ;
- AMX-10 RCR avec surblindage[22].
- AMX-10 RCR SEPAR avec surblindage et protection contre les IED.

Des prototypes ont été produits :
- AMX-10 C : étudié parallèlement à l'AMX-10 RC, le modèle C reprenait le train de roulement à chenille de l'AMX-10 P.

L'engin n'a pas dépassé le stade du prototype.
Longueur : 6,24m largeur : 2,78 m hauteur : 2,71 m poids :14,5 t.
Armement : 1 canon de 105 mm BK MECA L/48 (Vo 800 m/s) 40 coups.
- AMX-10 RAC : équipé de la tourelle TS 90 armée d'un canon de calibre 90 mm à basse pression CN90 F4 ;
- AMX-10 RC - TML 105 : équipé de la Tourelle Modulaire Légère (TML) armée d'un canon CN 105 G2 tirant des munitions de calibre 105 mm au standard OTAN ;
- AMX-10 RAA : un système d'arme antiaérien auto-propulsé armé de deux canons de calibre 30 mm jumelés possédant la tourelle Sabre de Thomson-CSF / SAMM ;
- AMX-10 RP : véhicule blindé de transport de troupes conçu à la fin des années 1970. Le moteur est monté à l'avant du châssis et la tourelle TK 105 est remplacée par une tourelle Toucan armée d'un canon mitrailleur de calibre 20 mm. Huit fantassins occupent l'espace arrière, précédemment occupé par le compartiment moteur. Le prototype se trouve actuellement dans la réserve du musée des blindés de Saumur ;
- AMX-10 RCC : engin blindé léger à roues transporteur de troupes. Développé en 1983 pour succéder à l'AMX-10 RP, il a un équipage de 3 hommes et transporte un groupe de combat de 10 hommes. Il est armé d'une mitrailleuse de calibre 12.7 mm montée sur un tourelleau CIBI 50 monoplace.

### AMX-10 RCR
La rénovation sur le châssis comprend :
- la fiabilisation du GMP par l'ajout d'un système de pilotage électropneumatique de la boîte de vitesses géré électroniquement par un microprocesseur (CEPM), la quatrième vitesse n'est plus sélectionnable en marche arrière, ce qui limite sa vitesse en marche arrière à 50 km/h ;
- le pilotage électro-hydropneumatique de la suspension et de la garde au sol ;
- le remplacement des hydrojets par des coffrets de lot de bord ;
- l'installation d'un voyant rouge (sur la plage avant) visible du pilote lorsqu'il conduit « tête dehors » ;
- l'installation de deux batteries supplémentaires à l'emplacement d'un coffre de bord afin d'augmenter la puissance électrique disponible pour alimenter la tourelle rénovée ;
- l'installation d'une antenne GPS sur la plage arrière à gauche pour faciliter la navigation de l'équipage et que l’état-major puisse connaître la position du char en temps réel pour la numérisation de l'espace de bataille.

La rénovation de la tourelle TK 105 comprend :
- les lance-pots fumigènes (DREB) sont remplacés par 8 lanceurs Galix (DREC), qui sont déplacés de l'arrière vers l'avant de la tourelle ;
- le panier de tourelle est remplacé par 2 porte-sacs à paquetage latéraux et des coffres à munitions pour les lance-pots ;
- le véhicule est en plus équipé du Système Information Terminal Version 1 (SIT V1) dans le cadre de la numérisation de l'espace de bataille.

## Utilisateurs

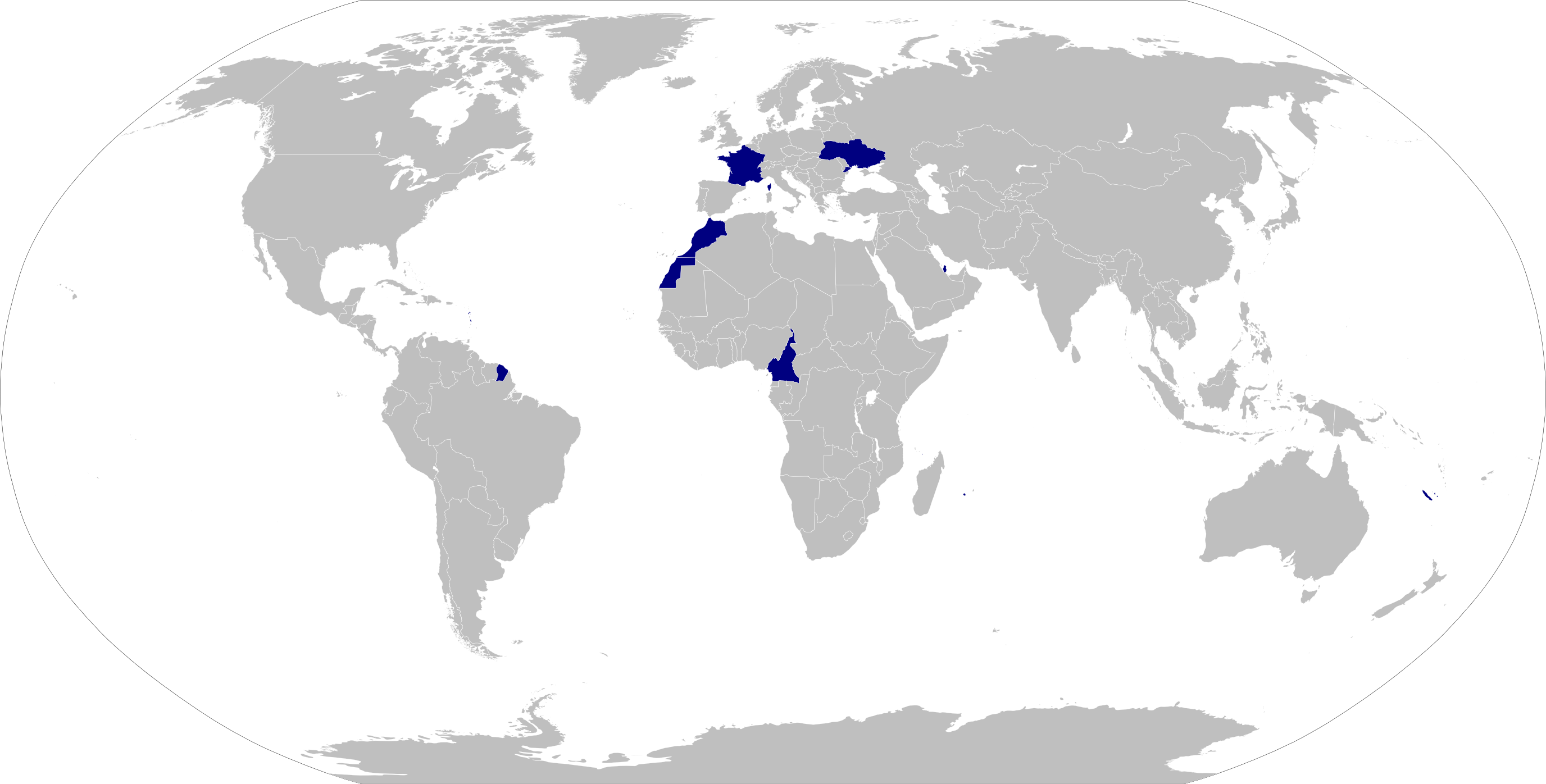
Utilisateurs actuels de l'AMX-10 RC

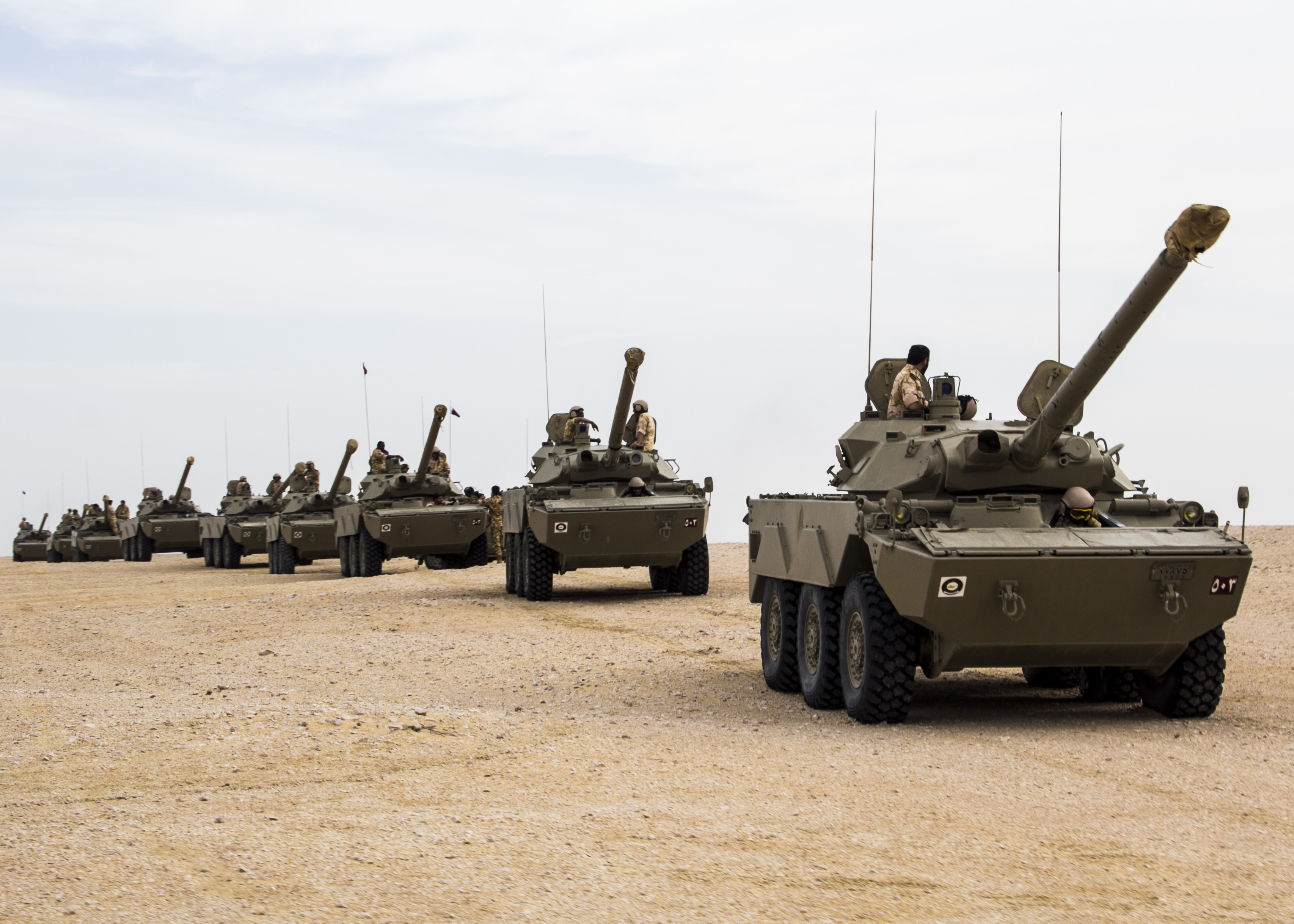
Colonne d'AMX-10 RC qataris en 2013.

L'AMX-10 RC ne fut pas un important succès à l'export, en dépit de ses performances, à cause de son coût important dû à sa sophistication. Les pays ayant de petites armées lui préféraient l'AML-90 ou l'ERC-90 Sagaie.
 Cameroun
Forces armées camerounaises : 6 AMX-10 RC en service en 2021 selon l'IISS.
 France
Armée de terre : 350 AMX-10 RC sont commandés par la France depuis 1976 mais seulement 325 sont livrés entre 1977 et 1991 sur les 403 exemplaires initialement prévus. Le 2e Régiment de Hussard est la première unité équipée de ce véhicule dès décembre 1979,,.
En 1989, la 1re Armée comprend cinq régiments équipés de 36 AMX-10 RC à raison d'un régiment de reconnaissance par corps d'armée et d'un régiment de reconnaissance par division d'infanterie. Deux unités écoles (1e Régiment de Chasseurs et 3e Régiment de Chasseurs) sont également dotées de 24 AMX-10 RC, pour un total de 204 engins pour la 1re Armée. La Force d'Action Rapide dispose quant à elle de deux régiments équipés de 36 AMX-10 RC au sein de la 6e Division Légère Blindée, pour un total de 72 engins. L'armée de Terre compte à cette date 276 AMX-10 RC en ligne,.
| Régiment                               | Date        | Dotation actuelle (2024) | Subordination |
| -------------------------------------- | ----------- | ------------------------ | --- |
| 2e Régiment de Hussards                | 1979-1998   | 0                        | 3e Corps d'Armée |
| 21e Régiment d'Infanterie de Marine    | 1981-1984   | 0                        | 31e Brigade |
| 1er Régiment d'Infanterie de Marine    | 1981-Actuel | 18                       | 9e Division d'Infanterie de Marine (1981-1999) 9e Brigade Légère Blindée de Marine (1999-2013) 9e Brigade d'Infanterie de Marine (2013-Actuel)     |
| 7e Régiment de Chasseurs               | ?-1993      | 0                        | 8e Division d'Infanterie |
| 8e Régiment de Hussards                | ?-1993      | 0                        | 1er Corps d'Armée |
| 5e Régiment de Chasseurs               | ?-1994      | 0                        | 15e Division d'Infanterie |
| 3e Régiment de Hussards                | ?-Actuel    | 32                       | 2e Corps d'Armée (?-1990) Brigade Franco-allemande (1990-Actuel)                                                                                   |
| 1er Régiment Étranger de Cavalerie     | ?-Actuel    | ?                        | 6e Division Légère Blindée (?-1999) 6e Brigade Légère Blindée (1999-Actuel)                                                                        |
| 1er Régiment de Spahis                 | ?-Actuel    | 18                       | 6e Division Légère Blindée (?-1999) 6e Brigade Légère Blindée (1999-2009) 1e Brigade Mécanisée (2009-2015) 6e Brigade Légère Blindée (2015-Actuel) |
| 1e Régiment de Chasseurs d'Afrique     | ?-Actuel    | 23                       | Commandement des centres de préparation des forces (?-2018) Commandement de l'entrainement et des écoles du combat interarmes (2018-Actuel)        |
| Régiment d'Infanterie Chars de Marine  | 1990-Actuel | 36                       | 9e Division d'Infanterie de Marine (1990-1999) 9e Brigade Légère Blindée de Marine (1999-2013) 9e Brigade d'Infanterie de Marine (2013-Actuel)     |
| 4e Régiment de Chasseurs               | 2009-Actuel | 36                       | 27e Brigade d'Infanterie de Montagne |
| 1er Régiment de Hussards Parachutistes | 2009-Actuel | 36                       | 11e Brigade Parachutiste |

En septembre 2000 est lancé le programme de revalorisation à mi-vie des AMX-10 RC devant amener 256 exemplaires au standard AMX-10 RCR pour un prix de 300M€ pour une utilisation opérationnelle jusqu'en 2020. Les châssis sont revalorisés à Gien sur la 12e base de soutien du matériel tandis que la tourelle est modernisée par GIAT Industries en intégrant un nouveau système d'information.
L'ensemble des 256 engins rénovés restent en service jusqu'en 2015, date à laquelle il ne reste plus que 248 AMX-10 RCR en service jusqu'en 2020.
Les AMX-10 RC sont progressivement remplacés par des EBRC Jaguar à partir de février 2022, conformément au programme Scorpion qui prévoit également le remplacement de l'ERC-90 Sagaie, 300 exemplaires sont attendus à l'horizon 2030,. Une partie des engins retirés du service sont livrés à l'Ukraine pour résister à l'invasion russe de 2022.
 Maroc
Armée royale : 108 AMX-10 RC dépourvus d'hydrojets sont livrés entre 1981 et 1992, et utilisés au sein de Groupe d'Escadrons Blindés.
 Qatar
Forces terrestres qatariennes : 12 AMX-10 RC sont livrés en 1991 et 1992,.
 Ukraine
Armée de terre ukrainienne : 38 AMX-10 RC sont confirmés livrés par la France en 2024 avec 10 000 obus de 105 mm. Le don de véhicules français est annoncé en janvier 2023, ils sont effectivement livrés en mars 2023 et mis en service dans la 37e Brigade d'Infanterie Navale.
Il est annoncé en mars 2024 que des pièces détachées nécessaires à la maintenance des AMX-10 RC seront fabriquées en Ukraine par une filiale ukrainienne du groupe KNDS.
Il est annoncé en octobre 2024 que la 155e Brigade Mécanisée formée en France serait équipée de 18 AMX-10 RC.

## Engagements

### Conflit tchado-libyen
Dans le cadre de l'opération Manta, la France déploie 12 AMX-10 RC du 21e Régiment d'Infanterie de Marine au Tchad de septembre 1983 à octobre 1984,.

### Guerre du Sahara occidental
Dans le cadre de la protection du Mur des sables, l'Armée royale engage des AMX-10 RC au sein de certains de ses Groupes d'Escadrons Blindés chargés d'intervenir en cas d'attaque sahraoui contre l'une des garnisons du mur.

### Guerre du Golfe
Dans le cadre de l'opération Daguet, la France déploie 96 AMX-10 RC de trois régiments différents, le Régiment d'Infanterie de Chars de Marine, le 1e Régiment de Spahis et le 1e Régiment Étranger de Cavalerie. Le 1re Spahis et le 1re REC sont engagés en unités constituées de trois escadrons tandis que le RICM engage deux escadrons subordonnés, l'un subordonné au 2e Régiment Étranger d'Infanterie et l'autre au 3e Régiment d'Infanterie de Marine.
Les AMX-10 RC de la Division Daguet tirent 290 obus de calibre 105mm pendant l'opération Tempête du Désert.

### Guerre de Yougoslavie
Des AMX-10 RC français du 1e Régiment Étranger de Cavalerie arment la Force de Réaction Rapide de la FORPRONU en 1995. Ils interviennent le 27 juillet à la suite du harcèlement par les Serbes d'un poste de l'ONU près de Sarajevo, puis prennent part à l'Opération Deliberate Force en ripostant aux tirs de missiles visant les avions de l'OTAN.
À la suite de la résolution 1244 de l'ONU, douze AMX-10 RC de la KFOR pénètrent au Kosovo en juin 1999 dans le cadre de l'opération Trident, ils font ensuite partie de l'IFOR,.

### Crise politico-militaire en Côte d'Ivoire
Dans le cadre de l'opération Licorne, la France déploie des AMX-10 RC en Côte d'Ivoire.
En 2004, un AMX-10 RC du 1e Régiment Étranger de Cavalerie percute frontalement un BTR-80 ivoirien après avoir raté son tir en mouvement. L'engin se replie grâce à un écran fumigène, l'un des pots fumigènes incendiant le BTR-80 en entrant par une écoutille du blindé.
Le 7 juin 2004, deux AMX-10 RC du 1e Régiment de Spahis sont engagés en urgence pour dégager le poste de Gohitafla tenu par le 1e Régiment de Tirailleur et attaqué par les rebelles ivoiriens. Leur action permettra de dégager le poste et d'évacuer les blessés français.

### Guerre d'Afghanistan
Dans le cadre de l'opération Pamir en Afghanistan, la France déploie cinq AMX-10 RC en 2008 puis monte à 13 engins en 2011 avant le retrait de toutes les forces françaises en 2014. Ces AMX-10 RC sont mis en œuvre par successivement le 1e Régiment Étranger de Cavalerie, le 1e Régiment d'Infanterie de Marine, le 1e Régiment de Hussards Parachutistes, le 4e Régiment de Chasseur, le Régiment d'Infanterie de Char de Marine, le 1e Régiment de Spahis, le 1e Régiment de Chasseur et le 501e Régiment de Char de Combat (ces deux derniers les utilisant que pendant cette opération).
L'AMX-10 RC se révèle très efficace contre les maisons afghanes ayant des murs d'au moins un mètre d'épaisseur grâce à son canon de calibre 105 mm, là ou les autres calibres de 20 ou 25 mm étaient impuissants. Un engin est endommagé par un engin explosif improvisé en janvier 2011, blessant légèrement les quatre membres d'équipage du RICM.

### Guerre du Mali
Dans le cadre de l'opération Serval, la France déploie deux escadrons totalisant 25 AMX-10 RC au Mali appartenant au 1e Régiment d'Infanterie de Marine et au Régiment d'Infanterie de Chars de Marine.
La bataille du Tigharghâr mobilise 22 AMX-10 RC dont les tirs permettent de faciliter la progression de l'infanterie française. Cependant, un engin du 1er RIMa est détruit le 15 mars par une mine, brûlant l'équipage et tuant le pilote Alexandre Van Dooren.

### Guerre en Ukraine
Les AMX-10 RC ukrainiens sont utilisés pour la première fois pendant la contre-offensive ukrainienne de 2023.
Ces blindés furent d'abord utilisés pour essayer de percer les défenses russes dans des assauts frontaux, ce qui se révéla catastrophique puisqu'il s'agit d'une mission pour laquelle ils ne sont pas conçus de par leur faible blindage, ce blindé léger rapide étant avant tout conçu pour recueillir du renseignement en avant d’un dispositif, agir sur les flancs de l’ennemi ou appuyer la manœuvre de chars lourds. Un officier ukrainien de la 37e Brigade d'Infanterie Navale affirme ainsi que le blindage du véhicule aurait été pénétré par des éclats d'artillerie de 152 mm, causant la mort de l'équipage à la suite de la détonation des munitions de bord. De plus, l'AMX-10 RC tomberait souvent en panne à cause des trajets dans la boue ukrainienne qui abime leur boîte de vitesses.
Destiné à la guerre de mouvement, l'AMX-10 RC apparait comme inadapté à la guerre de position ukrainienne et voit sa mission principale de reconnaissance armée remplacée par les drones. Ils deviennent donc des canons d'assaut dans un rôle d'appui feu grâce à leur canon efficace et à leurs excellentes optiques.
En décembre 2024, un reportage diffusé par Armiya TV, la chaîne de télévision des Forces armées dénote une modification de son usage et le juge particulièrement efficace : « La vitesse et la maniabilité de l’AMX-10RC comptent parmi ses principaux atouts, comme le soulignent les militaires qui l’utilisent. L’équipage peut rapidement atteindre ses positions, accomplir ses tâches et se retirer en toute sécurité avant d’être détecté ou pris pour cible. La cadence de tir dépend de l’efficacité du chargeur. Elle est, en moyenne, d’un tir toutes les six secondes. Aussi est-il efficace pour la neutralisation rapide de grands groupes d’infanterie en progression et sa précision peut encore être améliorée grâce à l’emploi de drones de reconnaissance ».
Au 12 juillet 2023, la Russie affirme avoir détruit au moins cinq AMX-10 RC, tandis que seules quatre pertes sont prouvées (un véhicule détruit, deux abandonnés et un saisi). Au moins un AMX-10 RC est saisi par l’armée russe puis exposé lors du forum militaire « Army 2023 » en août 2023 à Moscou.

## Galerie photo

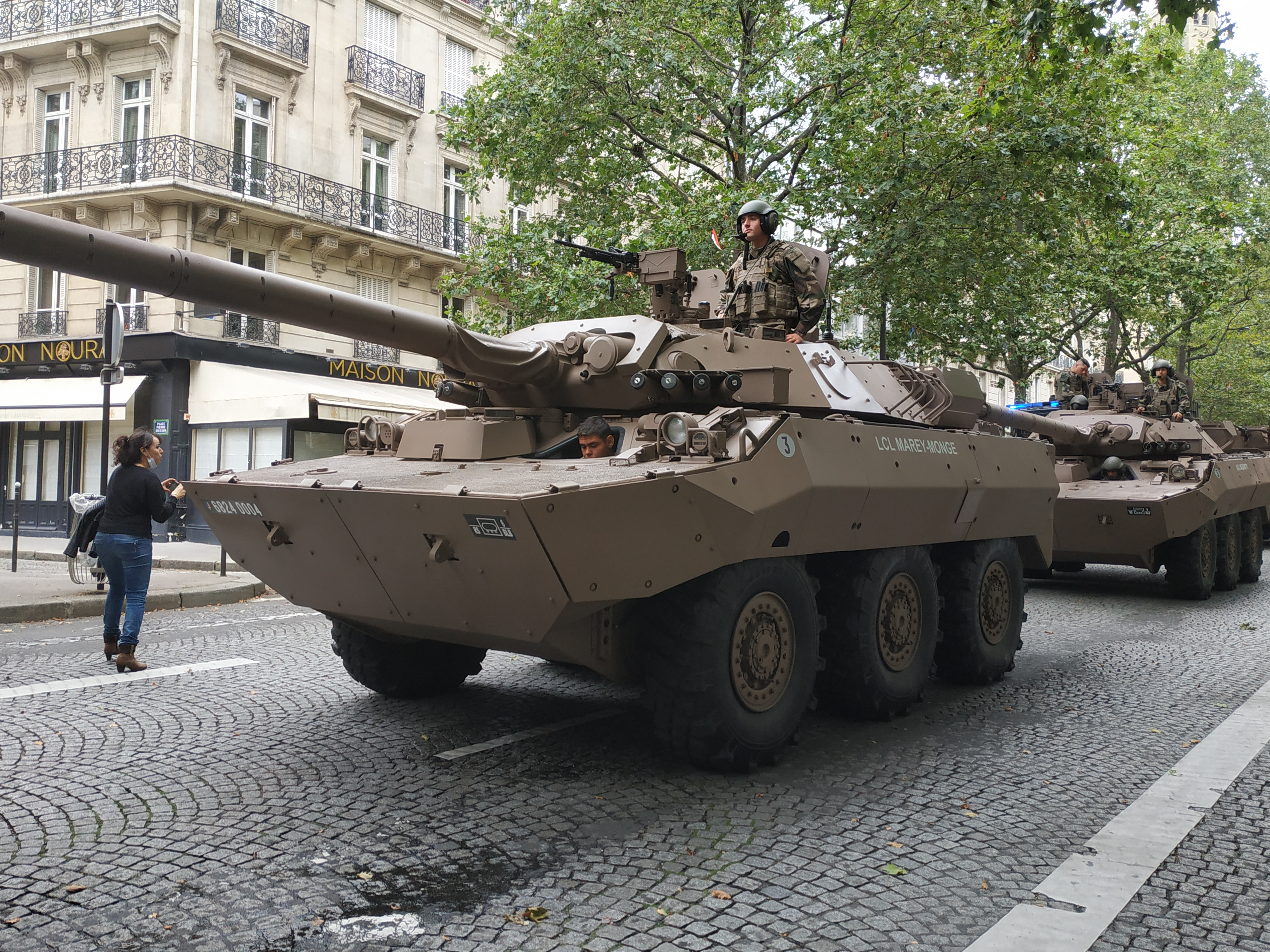
Un AMX-10 RC se préparant pour le défilé militaire du 14 Juillet avec le camouflage brun terre de France introduit fin 2019 remplaçant le camouflage Centre-Europe.
Plan trois vues.
AMX-10 RC en position basse

## Culture populaire
- Dans le jeu vidéo Act of War: Direct Action et son extension High Treason, l'AMX-10 est le char léger du Consortium.
- Dans la série de jeux vidéo Wargame, l'AMX-10 est un char léger de reconnaissance de l'armée française.
- Dans le jeu vidéo War Thunder, dans la mise à jour 1.85 « SuperSonic », l’AMX-10 RC est ajouté dans l'arbre de recherche Français en tant que chasseur de chars, il possède le statut de char léger.
- Dans le jeu vidéo Tank Company, l'AMX-10 RC est au tier 8 dans l'arbre à char français.
- Dans le jeu vidéo Warno (en), l'AMX-10 RC et l'AMX-10 RC surblindé sont des véhicules de reconnaissance de la 5e division blindé.